# Nothingface
A Nothingface a kanadai Voivod együttes 1989-ben megjelent ötödik nagylemeze.
Az 1988-as Dimension Hatröss album után az MCA társasággal kötött lemezszerződést a zenekar, így a Nothingface már multikiadónál jelent meg. Az előző lemezeken megkezdett stílusváltás itt is folytatódott. Folyamatosan mozdultak el a kezdeti "káosz" thrash-től a technikás progresszív metal felé. Jelzésértékű a Pink Floyd Astronomy Domine dalának feldolgozása. Videóklipet is forgattak erre a dalra.

## Az album dalai
1. Intro – 0:54
2. The Unknown Knows  – 5:42
3. Nothingface  – 4:08
4. Astronomy Domine  – 5:22 (Pink Floyd feldolgozás)
5. Missing Sequences  – 5:37
6. X-Ray Mirror  – 4:24
7. Inner Combustion  – 3:36
8. Pre-Ignition  – 5:01
9. Into My Hypercube  – 4:54
10. Sub-Effect  – 4:22

## Közreműködők
- Denis Belanger "Snake" – ének
- Denis D'Amour "Piggy" – gitár
- Jean-Yves Theriault "Blacky" – basszusgitár
- Michel Langevin "Away" – dobok

## Külső hivatkozások
- Allmusic.com
- Voivod.NET